# Зонтаг, Карл Готлоб
Карл Готлоб Зонтаг (нем. Karl Gottlob Sonntag; 1765—1827) — немецкий протестантский пастор, богослов, философ

, историк, писатель

 и издатель; доктор философии и богословия, генерал-суперинтендент и президент Лифляндской евангелической консистории; ректор Рижского Императорского лицея.

## Биография
Родился 22 августа 1765 года в Радеберге; сын фабриканта из окрестностей Дрездена, впоследствии сенатора Иоганна Готфрида Зонтага (1738—1799) и его жены Кристины Элизабет (1742—1801).
По окончании среднего образования в 1784 году поступил в Лейпцигский университет, через два года получил степень магистра философии.
В начале 1788 года, в Лейпциге он познакомился с Гердером, который ранее был преподавателем в Риге и побудил Зонтага отправиться в Прибалтику. По рекомендации профессора Моруса, он был приглашён в Ригу на освободившуюся должность директора Domschule; 13 сентября 1788 года он был назначен директором Домской школы. В августе 1789 года он был назначен ректором Императорского рижского лицея и одновременно занял должность младшего пастора при Церкви Святого Иакова. В 1791 году К. Г. Зонтаг стал старшим пастором этой церкви, но оставался ректором лицея до 1793 года, из-за отсутствия преемника.
В январе 1799 года он был назначен асессором в Лифляндскую главную консисторию. Известность молодого рижского пастора быстро возрастала: его приглашали и в столицу к Церкви Святого Петра. В апреле 1803 года, по Высочайшему повелению, он был назначен адъюнктом и преемником лифляндского генерал-суперинтендента Данкварта; в сентябре того же года Зонтаг вступил в эту должность.
Дерптский университет назначил его профессором церковной истории и богословской литературы. Зоннтаг отклонил два предложения, в 1804 и 1812 годах, приехать в Берлин в качестве профессора, также он отказался от предложения поехать в Данциг в качестве советника консистории и в Кёнигсберг, а затем в Кобург, тоже в качестве профессора.

В 1802 году он стал почётным членом Йенского латинского общества; 17 августа 1805 года получил «Почётный диплом доктора богословияя» Императорского Дерптского университета. Он состоял также членом Курляндского общества литературы и искусства.
В 1805 году Зонтаг вызван был в Санкт-Петербург для участия в работах по пересмотру лютеранской литургии. Большая статья Зонтага, написанная по этому вопросу, свидетельствует о том, какое деятельное участие он принимал в этом деле. 
Но не только вопросы церкви интересовали учёного; отказавшись в 1809 году от должности пастора, он приобрёл возможность ещё шире, чем прежде, заняться научно-литературной и общественной деятельностью, к которой всегда влекло неутомимо энергичную натуру Зонтага. В 1810 году, по случаю столетия завоевания Лифляндии, он прочел ряд публичных лекций по истории Риги; в 1811, 1812 и 1813 гг., сперва в Риге, а затем в Дерпте, куда переведена была Главная консистория на время Отечественной войны, читал лекции по вопросам морали для интеллигентных женщин и тогда же прочел курс гомилетики для университетской молодежи.
В 1818 году Зонтаг состоял членом Лифляндской законодательной комиссии и в 1822 году принимал деятельное участие в совещаниях по вопросу об организации протестантских церквей в России. В 1823 году был награждён орденом Св. Анны 2-й степени.
Литературная деятельность Зонтага была поразительно обширна и разнообразна. Кроме многочисленных проповедей и речей (5 сборников и более 60 напечатанных отдельно), она обнимает собою все виды гуманитарной литературы, начиная от нравственно-богословских трактатов и заканчивая книжками для детей. В бумагах учёного сохранилось много не напечатанных при его жизни статей преимущественно по исторической тематике. Зонтаг автор нескольких руководств и учебников, преимущественно по Закону Божию. Кроме того, многочисленные его статьи были помещены в различных сборниках и современных автору периодических изданиях, из которых некоторые издавались им же самим. В 1790—91 гг. Зонтаг издавал журнал «Monatsschrift zur Kenntniss der Geschichte und Geographie des Russischen Reichs»; в 1810—1827 гг. (с перерывами) — газету «Rigaische Stadtblätter»; в 1813—1814 гг. — газету «Inländische Blätter» и с 1823—1827 гг. — газету «Ostsee-Provinzen-Blatt».
Скончался в Риге 17 (29) июля 1827 года.